# 孔德罗 (意大利)
孔德罗（義大利語：Condrò），是意大利西西里大区墨西拿廣域市的一个市镇。总面积5平方公里，人口493人，人口密度98.6人/平方公里（2009年）。ISTAT代码为083018。